# Dettmar Cramer
Dettmar Cramer (Dortmund, 4 aprile 1925 – Reit im Winkl, 17 settembre 2015) è stato un allenatore di calcio tedesco.
Ha vinto due edizioni consecutive della Coppa dei Campioni con il Bayern Monaco e ha notevolmente aumentato il tasso qualitativo del calcio in Giappone, formando allenatori, contribuendo alla nascita delle formazioni giovanili e guidando la selezione nazionale fino a essere ritenuto «il padre del calcio giapponese». Per il suo rilevante contributo nel calcio nipponico, nel 1971 è insignito del riconoscimento Cavaliere di III Classe dell'Ordine del Sacro Tesoro e nel 2005 è introdotto nella Japanese Football Hall of Fame.

## Biografia
Cramer presta servizio nella seconda guerra mondiale come Tenente Senior presso una divisione paracadutista tedesca. Nel 1960 si trasferisce in Giappone al fine di rafforzare e guidare la formazione nipponica verso le Olimpiadi di Tokyo 1964: durante il torneo il Giappone sconfigge l'Argentina 3-2 e accede ai quarti di finale, eliminato dai finalisti della Cecoslovacchia con un netto 4-0. In questo periodo s'impegna a insegnare calcio agli altri allenatori giapponesi. Nel 1969 presiede la prima scuola per allenatori della FIFA nella città di Chiba, per poi iniziare un tour di diversi anni in giro per il mondo al fine di allenare i tecnici come impiegato della FIFA.
Tornato in Germania, allena per qualche stagione il Bayern Monaco, vincendo due Coppe Campioni consecutive (1975 e 1976: nella seconda edizione elimina Benfica e Real Madrid) e l'Intercontinentale 1976. Nel novembre 1977 passa all'Eintracht Francoforte, dove ha una stagione sfortunata.
Successivamente allena in Arabia Saudita (nel 1979 è finalista nella Coppa del Re dei Campioni, persa 4-0 contro l'Al-Ahli) e Grecia, ricoprendo un ruolo nello staff tecnico dell'Arabia Saudita e quello di primo allenatore nella squadra olimpica della Corea del Sud. È stato anche CT di Malesia e Thailandia, guidando il Bayer Leverkusen per tre stagioni negli anni ottanta. Negli ultimi anni della sua vita, dopo essersi spostato per la seconda volta, vive con la famiglia a Reit im Winkl, in Baviera.

## Statistiche

### Club
In grassetto le competizioni vinte.
- Allenò l'Al-Ittihad durante la stagioni 1978-1979 e 1979-1980 arrivando due volte al 3º posto in campionato. Non si conoscono né i risultati conseguiti durante le 18 partite disputate in ogni campionato né i risultati conseguiti nella coppa nazionale.

| Stagione                | Squadra                 | Campionato              | Campionato | Campionato | Campionato | Campionato | Coppe nazionali | Coppe nazionali | Coppe nazionali | Coppe nazionali | Coppe nazionali | Coppe continentali | Coppe continentali | Coppe continentali | Coppe continentali | Coppe continentali | Altre coppe | Altre coppe | Altre coppe | Altre coppe | Altre coppe | Totale | Totale | Totale | Totale | Vittorie % | Piazzamento |
| Stagione                | Squadra                 | Comp                    | G          | V          | N          | P          | Comp            | G               | V               | N               | P               | Comp               | G                  | V                  | N                  | P                  | Comp        | G           | V           | N           | P           | G      | V      | N      | P      | %          | Piazzamento |
| ----------------------- | ----------------------- | ----------------------- | ---------- | ---------- | ---------- | ---------- | --------------- | --------------- | --------------- | --------------- | --------------- | ------------------ | ------------------ | ------------------ | ------------------ | ------------------ | ----------- | ----------- | ----------- | ----------- | ----------- | ------ | ------ | ------ | ------ | ---------- | ----------- |
| lug. 1974               | Hertha Berlino          | B                       | -          | -          | -          | -          | -               | -               | -               | -               | -               | -                  | -                  | -                  | -                  | -                  | -           | -           | -           | -           | -           | 0      | 0      | 0      | 0      | —          | Dimesso     |
| gen.-giu. 1975          | Bayern Monaco           | B                       | 17         | 7          | 4          | 6          | CG              | 1               | 0               | 0               | 1               | CC                 | 5                  | 3                  | 1                  | 1                  | -           | -           | -           | -           | -           | 23     | 10     | 5      | 8      | 43,48      | 10º         |
| 1975-1976               | Bayern Monaco           | B                       | 34         | 15         | 10         | 9          | CG              | 7               | 5               | 1               | 1               | CC                 | 9                  | 6                  | 2                  | 1                  | SU          | 2           | 0           | 0           | 2           | 52     | 26     | 13     | 13     | 50,00      | 3º          |
| 1976-1977               | Bayern Monaco           | B                       | 34         | 14         | 9          | 11         | CG              | 5               | 4               | 1               | 0               | CC                 | 6                  | 4                  | 0                  | 2                  | CI          | 2           | 1           | 1           | 0           | 47     | 23     | 11     | 13     | 48,94      | 7º          |
| lug.-nov. 1977          | Bayern Monaco           | B                       | 16         | 4          | 3          | 9          | CG              | 2               | 1               | 0               | 1               | CU                 | 5                  | 3                  | 0                  | 2                  | -           | -           | -           | -           | -           | 23     | 8      | 3      | 12     | 34,78      | Eson.       |
| Totale Bayern Monaco    | Totale Bayern Monaco    | Totale Bayern Monaco    | 101        | 40         | 26         | 35         |                 | 15              | 10              | 2               | 3               |                    | 25                 | 16                 | 3                  | 6                  |             | 4           | 1           | 1           | 2           | 145    | 67     | 32     | 46     | 46,21      |             |
| dic. 1977-1978          | Eintracht Francoforte   | B                       | 17         | 8          | 2          | 7          | -               | -               | -               | -               | -               | CU                 | 2                  | 1                  | 0                  | 1                  | -           | -           | -           | -           | -           | 19     | 9      | 2      | 8      | 47,37      | 7º          |
| dic. 1980-1981          | Arīs Salonicco          | AE                      | ?          | ?          | ?          | ?          | KE              | 4+              | 2+              | 1               | 1               | CU                 | 2                  | 1                  | 0                  | 1                  | -           | -           | -           | -           | -           | 6      | 3      | 1      | 2      | 50,00      | 3º          |
| 1982-1983               | Bayer Leverkusen        | B                       | 34         | 10         | 9          | 15         | CG              | 2               | 0               | 1               | 1               | -                  | -                  | -                  | -                  | -                  | -           | -           | -           | -           | -           | 23     | 10     | 5      | 8      | 43,48      | 11º         |
| 1983-1984               | Bayer Leverkusen        | B                       | 34         | 13         | 8          | 13         | CG              | 1               | 0               | 0               | 1               | -                  | -                  | -                  | -                  | -                  | -           | -           | -           | -           | -           | 52     | 26     | 13     | 13     | 50,00      | 7º          |
| 1984-1985               | Bayer Leverkusen        | B                       | 34         | 9          | 13         | 12         | CG              | 4               | 3               | 0               | 1               | -                  | -                  | -                  | -                  | -                  | -           | -           | -           | -           | -           | 47     | 23     | 11     | 13     | 48,94      | 13º         |
| Totale Bayer Leverkusen | Totale Bayer Leverkusen | Totale Bayer Leverkusen | 102        | 32         | 30         | 40         |                 | 7               | 3               | 1               | 3               |                    | -                  | -                  | -                  | -                  |             | -           | -           | -           | -           | 109    | 35     | 31     | 43     | 32,11      |             |
| Totale carriera         | Totale carriera         | Totale carriera         | 220        | 80         | 58         | 82         |                 | 26              | 15              | 4               | 7               |                    | 29                 | 18                 | 3                  | 8                  |             | 4           | 1           | 1           | 2           | 279    | 114    | 66     | 99     | 40,86      |             |

## Palmarès

### Allenatore
- Coppa dei Campioni: 2

Bayern Monaco: 1974-1975, 1975-1976
- Coppa Intercontinentale: 1

Bayern Monaco: 1976

### Individuale
- J.F.A. Hall of Fame: 2005